# Méthylcyclopentadiène
Le méthylcyclopentadiène est un diène cyclique de formule chimique C5H5CH3. Il en existe trois isomères distincts :
- le 1-méthylcyclopenta-1,3-diène, isomère le plus courant ;
- le 2-méthylcyclopenta-1,3-diène ;
- le 5-méthylcyclopenta-1,3-diène.

C'est un réactif important de la chimie des composés organométalliques, qu'on retrouve dans des composés sandwich apparentés aux métallocènes ainsi que dans certains carbonyles de métal, tels que le (méthylcyclopentadiényl)manganèse tricarbonyle.

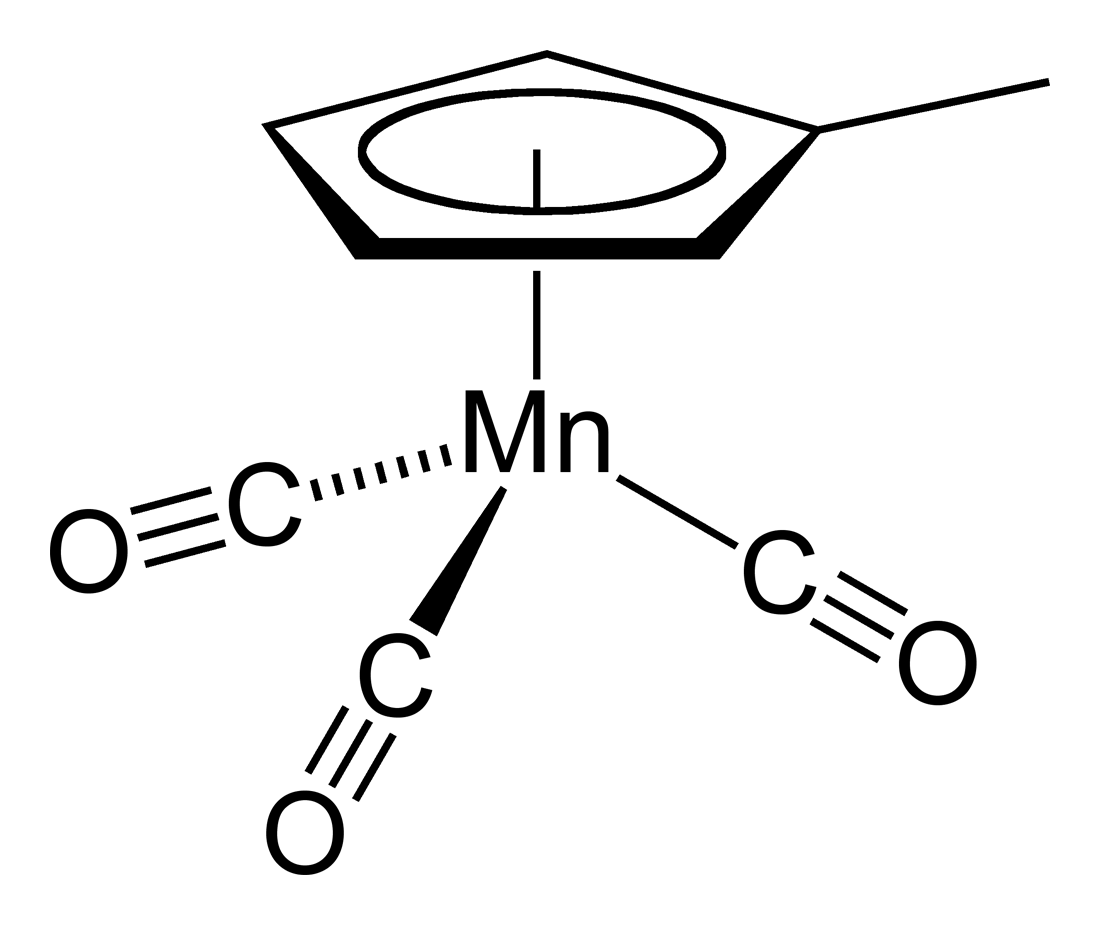
(Méthylcyclopentadiényl)manganèse tricarbonyle.